# زلة (إيران)
زلة هي قرية في مقاطعة سردشت، إيران. يقدر عدد سكانها بـ 109 نسمة بحسب إحصاء 2016.